# Aleksander Klima
Aleksander Klima, né le 13 août 1945 à Oschatz en Allemagne, est un biathlète polonais.

## Biographie
Entraîné par son père Franzisek au Legia Zakopane, il obtient sa première sélection en championnat du monde en Championnats du monde 1970, où il est vingtième de l'individuel.
Aux Championnats du monde 1971, il obtient la médaille de bronze au relais avec Józef Różak, Andrzej Rapacz et Józef Stopka.
Il signe son meilleur résultat individuel aux Jeux olympiques d'hiver de 1972, où il termine neuvième.
Au niveau national, il est triple champion de Pologne entre 1971 et 1973.

## Palmarès

### Jeux olympiques d'hiver
| Épreuve / Édition | Individuel | Relais |
| ----------------- | ---------- | ------ |
| JO 1972 Sapporo   | 9e         | 7e     |

### Championnats du monde
- Mondiaux 1971 à Hämeenlinna :
  -  Médaille de bronze en relais.